# Pseudechis butleri
Pseudechis butleri, in Australien als Spotted Mulga Snake oder Butler’s Snake (Butler’s Schlange) bezeichnet, ist eine Schlangenart aus der Familie der Giftnattern und zählt zur Gattung der Schwarzottern (Pseudechis). Es sind keine Unterarten bekannt.

## Merkmale
Pseudechis butleri besitzt einen kräftigen Körperbau. Es wird eine Gesamtlänge zwischen 100 und 160 cm erreicht. Der Kopf setzt sich geringfügig vom Hals ab. Die relativ kleinen Augen besitzen eine bei Lichteinfall runde Pupille. Der Körper weist eine schwarze Grundfärbung auf. Schuppen mit gelblich gefärbtem Zentrum bilden ein unregelmäßiges Fleckenmuster. An Kopf und Nacken sind wenige helle Flecken erkenntlich, die auch fehlen können. Die Schnauze und Seiten des Kopfes sind rötlich-braun. Der Bauch ist gelblich.
Der Giftapparat besteht, wie für Giftnattern typisch, aus seitlich des Schädels befindlichen Giftdrüsen (spezialisierte Speicheldrüsen) und im vorderen Oberkiefer befindlichen, unbeweglichen Fangzähnen (proteroglyphe Zahnstellung).

## Verbreitung
Das Verbreitungsgebiet von Pseudechis butleri erstreckt sich innerhalb Australiens über Areale im Zentrum von Western Australia. Die besiedelten Habitate zeichnen sich durch arides Klima aus. Die Biotope haben steinige oder felsige Böden und werden von Wäldern und Büschen mit Mulgabeständen (Acacia aneura) bestimmt. Die Art wird als nicht gefährdet betrachtet, die Populationsbestände sind stabil.

## Lebensweise
Pseudechis butleri führt eine weitestgehend bodenbewohnende sowie tagaktive Lebensweise. Bei hohen Temperaturen wird die Aktivitätsphase auf die Dämmerung und Nacht verlegt. Als Unterschlüpfe dienen Tierbauten im Erdboden, Totholz oder Felsen. Zum Beutespektrum zählen in erster Linie Echsen (Ctenophorus- und Tiliqua-Arten), teilweise werden jedoch auch andere Schlangen  und Kleinsäuger erbeutet. Die Fortpflanzung erfolgt durch Oviparie, also eierlegend. Die Eiablage erfolgt im Dezember. Das Gelege umfasst 7 bis 12 Eier. Der Schlupf der Jungschlangen erfolgt bei Inkubation (30 °C) nach 65 bis 80 Tagen.

## Schlangengift
Das Giftsekret von Pseudechis butleri enthält basische und saure Phospholipase A2-Enzyme, Aminosäureoxidasen, Metalloproteinasen (Snake venom metalloproteinases), 5'-Nukleotidasen, Cysteine-rich Secretory Proteins, Venom Nerve Growth Factors und postsynaptisch wirksame Neurotoxine. Phospholipasen wirken systemisch als Myotoxine und sind für antikoagulative Eigenschaften verantwortlich. Neurotoxische Komponenten sind klinisch nicht signifikant. Beim Menschen tritt in circa 40 bis 60 % der Bissfälle eine Intoxikation auf. Die Letalität liegt ohne adäquate Therapie bei 30 bis 40 %. Neben unspezifischen Allgemeinsymptomen (z. B. Kopfschmerz, Schwindel, Übelkeit, Erbrechen) stehen lokale Schmerzen und Ödeme, Myolyse, Koagulopathie sowie sekundäres Nierenversagen im Vordergrund. Eine Nekrosebildung an der Bissstelle kommt selten vor. Zur Therapie des Giftbisses stellt der Hersteller CSL Limited verschiedene Antivenine zur Verfügung ('Black Snake Antivenom' und 'Polyvalent Snake Antivenom (Australia - New Guinea)').